# دواين مورتون
دواين مورتون (بالإنجليزية: Dwayne Morton) مواليد 8 أغسطس 1971 في لويفيل، هو لاعب كرة سلة أمريكي. تم اختياره من قبل فريق غولدن ستايت ووريورز خلال الدرافت. يحمل الرقم 50. يبلغ طوله 6 قدم 7 بوصة (2.0 م).

## روابط خارجية
- دواين مورتون على موقع إن بي أي (الإنجليزية)
- دواين مورتون على موقع سبورتس رفرنس (الإنجليزية)
- دواين مورتون على موقع كرة السلة الأوروبية.كوم (الإنجليزية)
- دواين مورتون على موقع كلية كرة السلة في سبورتس رفرنس.كوم (الإنجليزية)
- دواين مورتون على موقع ريلجم (الإنجليزية)
- دواين مورتون على موقع بروبوليرز (الإنجليزية)
- دواين مورتون على موقع سبورتس رفرنس (الإنجليزية)